# Trưởng công chúa

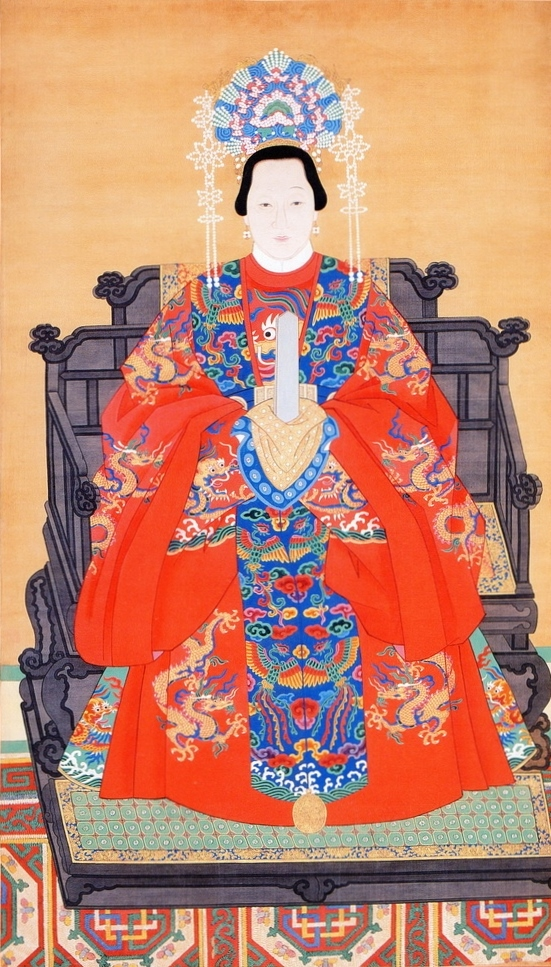
Tào Quốc Trưởng Công chúa - chị gái của Minh Thái Tổ Chu Nguyên Chương.

Trưởng Công chúa (Phồn thể: 長公主; giản thể: 长公主), là một tước hiệu sử dụng trong các quốc gia Hán quyển gồm Trung Quốc và Việt Nam. Cũng giống như Công chúa, tước vị này dành cho Hoàng nữ, con gái của Hoàng đế.
Danh hiệu này từ thời Đông Hán trở đi dùng để hoạch phong cho các chị gái hoặc em gái của Hoàng đế đang tại vị.

## Lịch sử

### Con gái đích trưởng
Danh hiệu 「"Trưởng công chúa"」 lần đầu xuất hiện khi Hán Văn Đế Lưu Hằng phong cho con gái cả Lưu Phiếu làm Trưởng Công chúa, ban thực ấp ở huyện Quán Đào, thế nên có danh xưng Quán Đào Công chúa. Căn cứ Hậu Hán thư - Hoàng hậu kỷ:「"Hán chế, Hoàng nữ phong Huyện công chúa, nghi phục như Liệt hầu. Những người được trọng vọng, gia phong hiệu Trưởng Công chúa, nghi phục ngang Phiên vương"」.
Có thể thấy thời đó, danh hiệu "Trưởng Công chúa" dùng để phong con gái đầu lòng của Hoàng đế do Hoàng hậu sở sinh, theo cách nói của người Hán là 「"Đích trưởng nữ"; 嫡長女」. Thời Hán Vũ Đế, con gái đầu lòng của ông do Hoàng hậu Vệ Tử Phu hạ sinh là Đương Lợi Công chúa được phong Vệ Trưởng Công chúa (衛長公主), sau Hán Quang Vũ Đế cũng phong con gái cả Lưu Nghĩa Vương làm Vũ Dương Trưởng Công chúa (舞陽長公主).

### Hoàng tỷ muội
Tuy nhiên, Hoàng đế cũng phong chị em của mình danh hiệu 「"Trưởng Công chúa"」, như Hán Vũ Đế phong chị ông Dương Tín Công chúa trở thành một "Trưởng Công chúa", Hán Chiêu Đế phong chị mình là Ngạc Ấp Công chúa làm Cái Trưởng Công chúa (蓋長公主). Chế độ "Trưởng Công chúa" khi này vẫn chưa quy định về thân phận ai mới có thể nhận, mà thiêng về quyết định riêng của Hoàng đế nhiều hơn.
Về sau, Thái Ung khi chú giải Sử ký Tư Mã Thiên, đã chú rằng:「"Đế nữ phong Công chúa, nghi phục ngang Liệt hầu. Tỷ muội phong Trưởng Công chúa, nghi phục ngang Chư hầu Vương"」. Sách Hậu Hán thư cũng có đoạn:「"Thời An Đế, Hoàn Đế, các em gái đều phong Trưởng Công chúa, đều ngang các vị Hoàng nữ"」. Như vậy cuối thời Đông Hán, khái niệm 「Trưởng Công chúa là tỷ muội của Hoàng đế」 đã chính thức hoàn thiện. Từ đó về sau, danh hiệu này chuyên dùng để chỉ chị/em gái của Hoàng đế tại vị. Cũng suốt thời Đông Hán, các Hoàng nữ là chị em gái của Hoàng đế cũng lần lượt trở thành Trưởng Công chúa, bất kể thứ bậc. Thời Tống Huy Tông, nghe theo lời Thái Kinh, Hoàng đế sửa danh hiệu cho các Hoàng nữ thành Đế cơ (帝姬), do đó các chị em gái của Hoàng đế trở thành Trưởng Đế cơ (長帝姬), như em gái Huy Tông là Hiền Tĩnh Trưởng Đế cơ. Tuy nhiên, về sau chế độ này bị Tống Cao Tông bãi bỏ, thiết lập lại danh hiệu Công chúa như cũ.
Từ thời nhà Đường, triều đình quy định cô của Hoàng đế sẽ tôn xưng Đại Trưởng Công chúa (大長公主), vị Chính nhất phẩm, quy chế này kéo dài sang đến đời nhà Minh. Đời nhà Thanh kể từ sau thời Khang Hi, không xét vai vế cô, chị, em gái hay Hoàng nữ của Hoàng đế đều chỉ xưng đơn giản là "Công chúa" kèm theo vị hiệu.

## Nhân vật nổi tiếng

### Trung Quốc
- Lưu Phiêu - con gái Hán Văn Đế, chị gái Hán Cảnh Đế. Tôn hiệu Đường Ấp Trưởng Công chúa (堂邑長公主).
- Dương Tín Công chúa - con gái Hán Cảnh Đế, chị gái Hán Vũ Đế. Biết đến nhiều nhất với tên gọi Bình Dương Công chúa (平阳公主).
- Vệ Trưởng Công chúa - con gái Hán Vũ Đế và Hoàng hậu Vệ Tử Phu. Trưởng nữ của Vệ thị nên được phong Vệ Trưởng Công chúa (衛長公主).
- Ngạc Ấp Công chúa - con gái Hán Vũ Đế. Thời Hán Chiêu Đế, xưng Cái Trưởng Công chúa (蓋長公主).
- Lưu Sở Ngọc - con gái Lưu Tống Hiếu Vũ Đế. Thời em trai Lưu Tử Nghiệp, thụ phong Cối Kê Trưởng Công chúa (會稽長公主).

### Việt Nam
- Thiên Thành Công chúa, Đại Việt sử ký toàn thư ghi rằng Trưởng Công chúa, theo nhiều ý kiến là ý nghĩa nguyên gốc của danh hiệu này, tức bà là con gái cả của Trần Thái Tông. Tuy nhiên Khâm định Việt sử Thông giám Cương mục thời nhà Nguyễn cho rằng bà là con gái Trần Thái Tổ, em gái Trần Thái Tông. Bà là vợ của Trần Hưng Đạo.
- Thiên Ninh Công chúa, con gái của Trần Minh Tông và Hiến Từ Thái hậu, được anh trai Trần Nghệ Tông hoạch phong Lạng Quốc Thái Trưởng Công chúa (諒國太長公主).